# Стоян Стоев (волейболист)
Стоян Стоев е български волейболист и волейболен треньор, старши треньор на ВК „Сливнишки герой“, Сливница.
Баща е на бившия волейболист и треньор на националния отбор на българия по волейбол Мартин Стоев.

## Биография
Стоян Стоев е роден на 20 март 1947 г. в село Лозен, Свиленградско. Започва да играе волейбол в „Любимец“ и преминава през „Марица“ (Пловдив), „Локомотив“ (Пловдив), „Академик“ (София) и „Левски“. На 28 години е трансфериран в италианския „Аматори Волей“ (Бари), където е играещ треньор и извежда тима до елита. На Апенините е играл за „Джовинацо“, „Галатина“ и „Рим“. В Италия приключва състезателната му кариера и в продължение на 5 г. работи като треньор, преди да се завърне в България. Кариерата му в България започва като наставник на девойките в „Левски“. През 1991 г. извежда „Миньор“-Бухово до историческа титла, а синът му Мартин е избран за най-добър нападател в България.
След това поема ЦСКА, с който печели две титли и една купа на България. През 1992/1993 г. е начело и на мъжкия национален отбор. Треньор е още на „Матера“ (Ит), „Сполето“ (Ит), „Орестиада“ (Гър, вицешампион на Европа), „Анортозис“ (Кип, шампион), „Беем“ (Иран – бронз), „Бошрие“ (Ливан, шампион) и „Хайстер Волей – ЛТУ“.
Стоян Стоев им над 250 мача за националния отбор и е световен вицешампион от София-1970.
От 2015 година е начело на ВК Сливнишки герой (Сливница).
Женен е за известната баскетболистка Маргарита Щъркелова.